# Association sportive vendémianaise
Maillots
L'Association sportive vendémianaise est un club français de balle au tambourin localisé à Vendémian (Hérault). La section tambourin de l'ASV, fondée en 1974, porte le nom de Vendémian tambourin. 
L'équipe fanion masculine du club évolue parmi l'élite, le Championnat de France de balle au tambourin.

## Palmarès masculin
- Champion de France : 1961, 1963, 1971, 1974, 1975, 1976, 1978, 1997, 2000, 2003, 2005 et 2006[2].
- Coupe de France : 1950, 1966, 1976, 1977, 1979, 1994, 2005 et 2007[3].